# Naina Yeltsina
Naína Iósifovna Yéltsina (Oremburgo, 14 de marzo de 1932) es una ingeniera y política rusa. Fue la  primera dama de la Federación de Rusia entre 1991 y 1999. Es la viuda del primer presidente de Rusia, Borís Yeltsin.

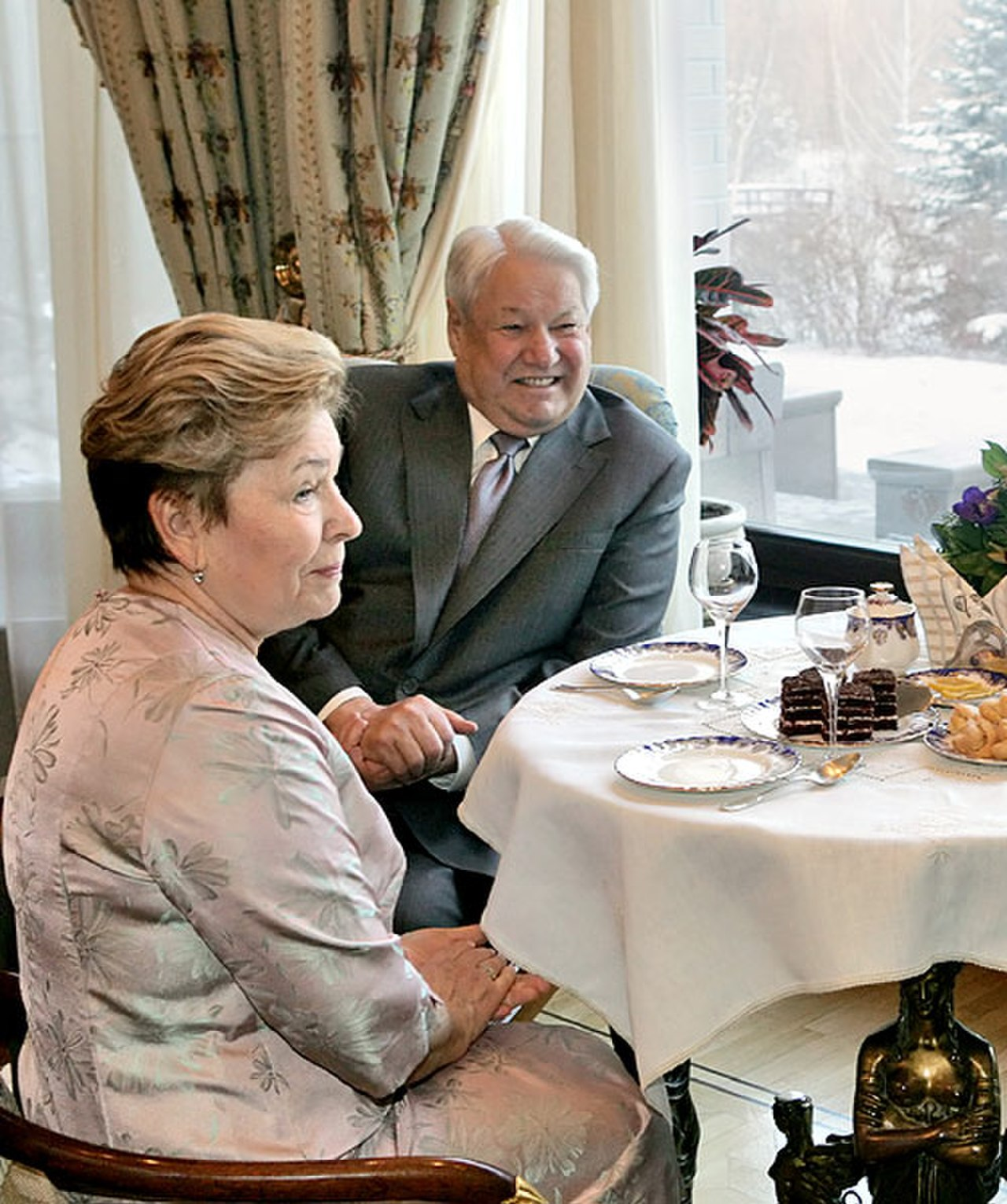
Naína con su esposo en 2006

## Biografía
Después de graduarse en la Facultad de Construcción en la Universidad Estatal Técnica de los Urales en Ekaterimburgo en 1955, trabajó en muchos proyectos en el Instituto de Sverdlovsk. En 1956, se casó con Borís Yeltsin, a quien conoció en el instituto, y vive en Moscú desde 1985. Tuvieron dos hijas, Yelena y Tatiana, nacidas en 1957 y 1960, respectivamente.
A Naína raramente se la veía en público. Acompañó a su marido en algunas de sus visitas al extranjero, incluyendo sus visitas de 1997 a Suecia, Finlandia, y una visita en 1999 a China. Una mayor aparición pública fue en el funeral de estado de su esposo en Moscú, en 2007.